# 乙酰丙酮铂(II)
乙酰丙酮铂(II)是一种配位化合物，化学式为Pt(O2C5H7)2。

## 制备
在1 N高氯酸介质中，将高氯酸汞加入至四氯合铂(II)酸钾溶液中搅拌，再加入高氯酸银，过滤后得到含有橙黄色的[Pt(H2O)4]2+离子，在碱性条件下将乙酰丙酮的碱性溶液加至上述Pt(II)溶液中，产生暗灰色沉淀，搅动下变为黄色，即乙酰丙酮铂(II)。
[Pt(H2O)4]2+ + 2 H(acac) + 2 OH− → Pt(acac)2 + 6 H2O
它也可由六氟合铂(IV)酸在含有乙醇的高氯酸中与乙酰丙酮反应得到。

## 性质
乙酰丙酮铂(II)可以和其它配位能力更强的配体反应，得到新的配合物。它和乙酰丙酮银混合，可以增加乙酰丙酮银的热稳定性。

## 拓展阅读
- Kumar, Vikesh; Kumar, Manish; Gupta, Divya; Tripathi, M. R. Spectroscopic studies on the molecular association of Pt(NO2-acac)2 with heterocyclic N-bases（页面存档备份，存于）. Pharma Chemica, 2009. 1 (2): 170-176. ISSN: 0975-413X.
- Okeya, Seichi; Ooi, Shun’ichiro; Matsumoto, Keiji; Nakamura, Yukio; Kawaguchi, Shinichi. . Bulletin of the Chemical Society of Japan. 1981, 54 (4): 1085–1095. ISSN 0009-2673. doi:10.1246/bcsj.54.1085.
- Mojović, Zorica; Mentus, S.; Tešić, Ž. . Materials Science Forum. 2004,. 453-454: 257–262. ISSN 1662-9752. doi:10.4028/www.scientific.net/MSF.453-454.257.